# Gary Windass
Gary Windass es un personaje ficticio de la exitosa serie de televisión británica Coronation Street, interpretado por el actor Mikey North desde el 14 de noviembre del 2008, hasta ahora.